# Пергаментная бумага
Пергаментная бумага — обёрточная жиро- и воздухонепроницаемая бумага. Нередко пергаментную бумагу называют просто пергамент (см. ниже, но в разговорной речи также и без уточнения типа), но, конечно, не следует путать её с настоящим пергаментом, а также с вощёной (или парафиновой) бумагой.

## Виды
Пергамент растительный — влагопрочная бумага, она используется для упаковки пищевых продуктов, фармацевтических изделий, стерильных материалов, медицинского инструмента. Изготавливается из бумаги-основы, обработанной серной кислотой, при этом часть целлюлозы разрушается и закупоривает поры. Полученную бумагу принудительно сушат.
Пергамент технический животный — для упаковки изделий из металла и других изделий, требующих защиты от воздуха и влаги. Получают пропиткой бумаги-основы животным клеем с последующим закреплением формалином.
Подпергамент — менее жиропрочный; при намокании он теряет прочность и разрывается.